# Đổng Kiến Hoa

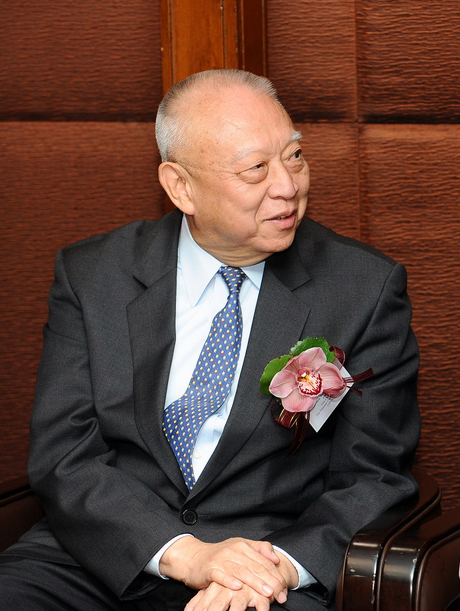
Đổng Kiến Hoa

Đổng Kiến Hoa (chữ Hán phồn thể: 董建華; chữ Hán giản thể: 董建华; bính âm: Dǒng Jiànhuá; tiếng Anh: Tung Chee-hwa) (sinh ngày 29 tháng 5 năm 1937) là Trưởng Đặc khu Hồng Kông từ năm 1997 đến 2005.
Đổng Kiến Hoa sinh ngày 29 tháng 5 năm 1937 tại Thượng Hải, Trung Quốc, trong gia đình một nhà tài phiệt ngành hàng hải. Năm 1947, gia đình ông chuyển tới Hong Kong. Năm 1960, ông tốt nghiệp đại học Liverpool, Anh, chuyên ngành kỹ thuật hàng hải. Từ năm 1960 đến 1969, ông làm việc cho hãng General Electric của Mỹ. Sau đó, ông trở về Hồng Kông để tham gia quản lý việc kinh doanh trong công ty hàng hải Orient Oversea Container Line của gia đình. Năm 1997, sau khi Hồng Kông được trao trả về cho Trung Quốc, ông trở thành Trưởng Đặc khu đầu tiên của Đặc khu hành chính này.
Từ năm 2005 đến 2023, ông là Phó Chủ tịch Ủy ban Toàn quốc Hội nghị Hiệp thương Chính trị Nhân dân Trung Quốc.